# 中共天津市委金融委员会办公室
中共天津市委金融委员会办公室是中共天津市委主要负责研究提出天津市贯彻执行国家有关金融工作的方针政策和工作安排，拟定天津市金融业发展规划和滨海新区金融综合改革试验专项方案，组织筹备设立新的金融机构，建立与北方经济中心相适应的金融服务体系等工作的直属机构。